# 郭彝民
郭彝民（1893年—1974年），名郭枻，字彝民，别号则生，以字行，中華民國大陸時期外交官。歷任國民政府外交部代理祕書、祕書，中華民國駐日本橫濱總領事、駐臺北總領事等職務。

## 生平
郭彝民原籍山東益都縣，1893年（部分資料作1895年）出生於吉林長春。
1914年赴日留學，先就讀於熊本第五高等學校，1923年畢業於東京帝國大學經濟學系。
回國後於1924年8月任北京大學教授，1925年2月任吉林法政專門學校教務主任。1926年3月任東三省鹽運使署外交祕書。1928年8月任奉天省政府外交祕書，9月兼任開原縣稅捐局局長。1930年5月任國民政府外交部代理祕書，同年11月10日任祕書。1931年11月10日任駐日本橫濱總領事館總領事。1934年1月19日調任駐臺北總領事。

## 著作
- 《東三省鹽稅法史》[2][3]